# Сніжка

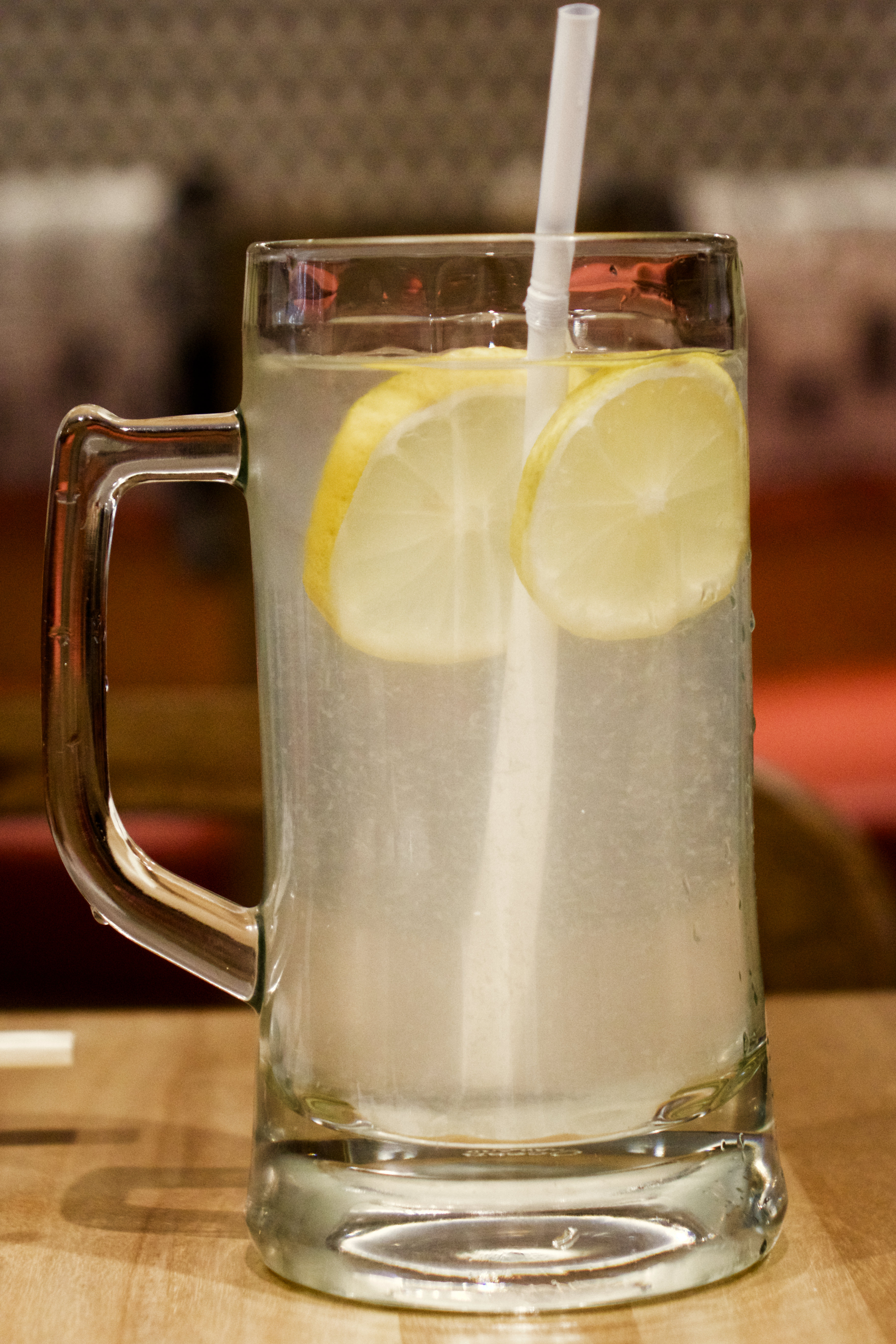
Склянка з лимонадом

Сні́жка (англ. Snowball) — алкогольний коктейль, що являє собою суміш адвокату та лимонаду у приблизно рівних пропорціях. Може містити інші складники за смаком.
Зазвичай, до напою входить свіжий лаймовий сік, який трусять з адвокатом перед тим, як налити у склянку; зверху доливають лимонад.
За відсутності бажання готувати свіжий адвокат, що переважно складається з 1 яйця, 30 мл сиропу та 60 мл бренді, для коктейлю його можна замінити комерційним відповідником.
У Великій Британії його часто пропонують як у пабах, так і супермаркетах, в маленьких пляшках об'ємом 180 мл (відомих у ресторанній торгівлі як «спліти») та зазвичай п'ють як зігріваючий напій.